# 10361 Bunsen
A 10361 Bunsen (ideiglenes jelöléssel 1994 PR20) a Naprendszer kisbolygóövében található aszteroida. Eric Walter Elst fedezte fel.
Nevét Robert Wilhelm Bunsen (1811 – 1899) német kémikus után kapta.